# Anthem (We Are the Fire)
Anthem (We Are the Fire) – singel amerykańskiej grupy muzycznej Trivium. Jest to drugi singel promujący ich trzeci album studyjny, The Crusade. Zawiera on dodatkowo dwa utwory bonusowe oraz teledysk do tytułowej kompozycji.
Singel zajął pierwsze miejsce na liście UK Rock Singles.
Piosenka została użyta w grze Burnout Dominator oraz w grze Sleeping Dogs w stacji radiowej Roadrunner Records.

## Lista utworów
1. "Anthem (We Are the Fire)" – 4:02
2. "Vengeance" – 3:34
3. "Broken One" – 5:49

## Twórcy
- Matt Heafy – śpiew, gitara
- Travis Smith – perkusja
- Corey Beaulieu – gitara
- Paolo Gregoletto – gitara basowa
- Jason Suecof – produkcja
- Colin Richardson – miksowanie